# Яровий Володимир Валентинович
Володи́мир Валенти́нович Ярови́й (нар. 17 серпня 1975 — пом. 24 серпня 2014) — молодший сержант 39-го батальйону територіальної оборони «Дніпро-2» Збройних сил України, учасник російсько-української війни.

## Життєвий шлях
Народився 1975 року в місті Дніпродзержинськ (Дніпропетровська область).
Мобілізований у травні 2014-го, молодший сержант, бухгалтер 39-го батальйону територіальної оборони ЗС України «Дніпро-2».
23 серпня підрозділу стало відомо, що в їхньому напрямі з Росії рухається мотоколона, проте отримали наказ окопатися. 24 серпня загинув у бою на блокпосту № 4 поблизу села Новодвірське в районі міста Моспине — смт Новий Світ (Старобешівський район) під час наступу російських збройних формувань при боях за Іловайськ. Тоді ж полягли Юрій Сагайдак та Володимир Шевченко.
Був похований неподалік від блокпоста разом із Юрієм Сагайдаком і Володимиром Шевченком. Ексгумований місією «Ексгумація-200» («Чорний тюльпан») 11 червня 2015 року.
Водночас у ЗМІ повідомлялось, що Володимир Яровий разом із Володимиром Шевченком потрапив у полон. Перший час бійці виходили на зв'язок і розповідали про свій полон, потім зв'язок обірвався. Вбиті в полоні.
Їх знайшли й переправили до Дніпропетровська українські волонтери. Тіла загиблих були без голів і в зимовому одязі. Ідентифіковані за експертизою ДНК у серпні 2015 року.
Похований у Дніпродзержинську 17 вересня 2015 року на кладовищі Курилівки.

## Нагороди та вшанування
За особисту мужність і героїзм, виявлені у захисті державного суверенітету та територіальної цілісності України, вірність військовій присязі під час російсько-української війни, відзначений — нагороджений:
- орденом «За мужність» III ступеня (16.1.2016, посмертно).[1]
- нагороджений пам'ятною відзнакою міського голови Кам'янського — нагрудним знаком «Захисник України» (розпорядженням від 11.10.2016, посмертно)
- Його портрет розміщений на меморіалі «Стіна пам'яті полеглих за Україну» у Києві: секція 3, ряд 8, місце 10
- Вшановується 24 серпня на щоденному ранковому церемоніалі вшанування українських захисників, які загинули цього дня у різні роки внаслідок російської збройної агресії[2]